# Дом Хализова (Таганрог)
Дом Хализова — старинный особняк по улице Петровской,  86 в городе  Таганроге. Объект культурного наследия регионального значения (Решение № 301 от 18.11.92 года).

## История дома
Двухэтажный с глубокими подвалами дом на углу Петровской улицы и Б. Биржевого (ныне Мениковского) переулка был построен в конце третьей четверти XIX века на средства курского мещанина Михаила Хализова.
Известны владельцы и многие жильцы этого дома. Слева от этого дома купец сделал одноэтажную пристройку, в которой работал мраморный магазин. В конце 80-х годов XIX века хозяином дома стал дом казак Яков Аврамович Глинский, сдававший часть помещений на первом этаже Екатерине Ивановне Евладовой, устроившей там трактир. О Глинском известно, то его жена, Евдокия Ивановна умерла в 27 лет в 1881 году от туберкулеза. Его ребенок Павел скончался семимесячным, второй ребенок родился в 1886 году.
К началу XX века здание отошло купцу второй гильдии Василию Константиновичу Кумбарули. Купцу здание здание приглянулось, поскольку напротив он держал гостиницу «Петербургская». Заполучив большой дом, оцениваемый в 14 тысяч рублей, Кумбарули сдавать его в аренду по магазины и учреждения.
В начале века второй этаж здания занимали конторы: съезд мировых судей, консультация присяжных поверенных. Сюда захаживали клиенты и подпольные ходатаи, заключались сделки, часто заканчивающиеся выпивкой.
С 1914 года в здании работала контора «Посредник» П. А. Стороженко. Вход в контору был устроен с Большого Биржевого переулка. Кроме этой конторы, первый этаж занимали: лавка «Южная Бавария», в которой продавали пиво, магазин по продаже табачных изделий О. В. Меммо, винно-гастрономический магазин И.В. Степанова, в котором продавали бакалейные, кондитерские и гастрономические товары, спиртные напитки. В магазине продавали оптом и в розницу сельдь — маринованную и специального посола. На первом этаже также работала парикмахерская И. Ермолова. В подсобных помещениях здания при хозяине Кумбарули работали обойщик и драпировщик Озеров, паровая красильня, чистка одежды П. Фусс.
После Гражданской войны в подвальных помещениях дома работал кооператив по изготовлению обуви «Кожевник», на первом этаже — кооператив «Рабочее крыло».
Ближе к настоящему времени, в 1975 году, часть подвальных помещений и первого этажа занимал ресторан «Старая крепость». В ресторане было три зала: «Крестьянский», «Молодецкий» и «Петровский». Залы были оформлены под соответствующую эпоху. Наиболее престижным был зал «Петровский». В нем имелось небольшая отдельная комната помещение для юбилейных торжеств и приема делегаций.
В настоящее время это жилой дом с магазинами "Одежда", "Обувь" и женской парикмахерской на первом этаже.

## Архитектурные особенности
Двухэтажный кирпичный дом, построенный купцом Хализовым в 12 окон по фасаду имеет четырехскатную крышу, межэтажный и венчающий карнизы. Окна второго этажа полуциркульные, украшены сандриками. Первый этаж рустован. Здание окрашено в оранжевый цвет без выделения архитектурных деталей.
В соответствии с Решением № 301 от 18.11.92 года отнесено к объектам культурного наследия регионального значения.